# Black Sparrow Books
Black Sparrow Books, conocida inicialmente como Black Sparrow Press, es una editorial fundada en 1966 por John Martin con el fin de publicar las obras de Charles Bukowski y otros autores de vanguardia. Martin financió la puesta en marcha de la compañía al vender su gran colección de primeras ediciones raras. La tipografía y la impresión fueron obra de Graham Mackintosh de San Francisco, Noel Young y Edwards Brothers, Inc. Barbara Martin supervisó todos los diseños de portada.
Black Sparrow Press es reconocida por publicar el trabajo de Charles Bukowski, John Fante y Paul Bowles, artistas que en la actualidad se consideran parte de una "tradición alternativa" contemporánea. Muchos títulos de Black Sparrow Press se han vuelto altamente coleccionables.

## Autores seleccionados
Black Sparrow ha publicado trabajos para los siguientes artistas:
- Lucia Berlin
- Charles Bukowski
- Paul Bowles
- David Bromige
- Alfred Chester
- Eddie Chuculate
- Tom Clark
- Andrei Codrescu
- Wanda Coleman
- Cid Corman
- Robert Creeley
- Fielding Dawson
- Edward Dorn
- Robert Duncan
- Larry Eigner
- Clayton Eshleman
- William Everson
- John Fante
- Thaisa Frank
- Paul Goodman
- Marsden Hartley
- Sherril Jaffe
- Robert Kelly
- D.H. Lawrence
- Wyndham Lewis
- Gerard Malanga
- Michael McClure
- Wright Morris
- Joyce Carol Oates
- Charles Olson
- George Oppen
- Mary Oppen
- Rochelle Owens
- Michael Palmer
- Ed Sanders
- John Sanford[2]
- Aram Saroyan
- Charles Reznikoff
- Jack Spicer
- Parker Tyler
- Diane Wakoski
- John Yau